# ヤマハ・BW'S
BW'S（ビーウィズ）は、ヤマハ発動機が発売しているスクータータイプのオートバイである。シリーズ車種として排気量別に数車種が販売されている。

## 50cc
BW'Sは1988年に発売された。屋外でのあらゆる使い方を想定したレジャーモデル で、オフロード走行をイメージしたデザインの車体に49ccの強制空冷2ストロークエンジンを搭載 し、フロントカウルに埋め込んだ横目2灯のヘッドライトが装備され、専用のサスペンションにファットタイプのブロックタイヤを装着させた足回りはダート走行をこなすほどの性能があった。数年間発売されたが、その後日本向け車両は生産終了となる。
なお生産終了後、初代の金型はフランスの子会社MBKへ譲渡され、改めてフランス国内でMBK・Boosterとして組み立て販売されたところヒット作となった。
日本国内では、1998年にフルモデルチェンジされた2代目が発表されたが、このモデルから台湾山葉機車工業が製造した車両を日本へ正規輸入し販売されるようになった。初代よりシャープなデザインとなり、フロントライトはカウル埋め込み式からガード付のオープンタイプに変更され、足回りは前輪ディスクブレーキつきのキャストホイールとなり、ハンドルガードとメットイン収納が追加で装備された。
このモデルも数年間で日本向け車両の生産は終了したが、その後も北米向け車両である Zuma（ズマ） の生産は続けられることになる。
2012年に北米仕様の Zuma が4ストロークエンジン搭載の Zuma50F にフルモデルチェンジされたことを受け、日本仕様として同年10月1日に3代目となる ビーウィズ YW50F（通称・BW'S）が発売された。車体デザインは2代目とほぼ共通だが、フロントライトはガードをはずし大型化されている。またリアキャリアも大型化されたがハンドルガードは装備されなくなり、タイヤは前後共通化されている。
2016年2月15日のモデルチェンジより、エンジンを他車種と同様の新型に換装し、セッティングが適正化される。他の諸元に変更はない。
日本国外では2014年に北米仕様としてフロントライトの1灯化など装備を簡略化した Zuma50FX も発表されている。また欧州では初代モデルのマイナーチェンジ版にあたる BW's Original が2015年現在も継続して生産されている。
日本向け仕様は平成28年自動車排出ガス規制により、2017年9月1日にヤマハ公式ホームページにて生産終了が発表された。

## 100cc
BW'S100は、2代目50ccモデルの車体にグランドアクシスと同型の強制空冷2ストロークエンジンを搭載した101ccのモデルで、生産地の台湾仕様を中心に生産されていた。

## 125cc
2008年にBW'S125Fi（YW125T）として、台湾より発売される。BW'S100が2ストロークのグランドアクシスの兄弟車であったのに対し、2代目は4ストロークのシグナスX（正確には2型44J）をその系譜に持つ。またシグナスXと異なり、発売当初からFiモデルとして販売される。
台湾山葉機車工業の車両となる為、プレストコーポレーションが一部（初期型のTのみ）を正規輸入していたが、燃料ポンプリコール関連のトラブルに嫌気がさしてかプレストが輸入を止めて以降、並行輸入のみの正規輸入の無い車両となる。その為、日本語表記のサービスマニュアル・パーツリストは存在しない。＊日本語説明書はプレストモデルにのみ付属として存在する。
エンジンは2型シグナスがベース（ヘッドセンサ径等が異なりFiはフラホ等も異なる）。但しケースやクランクシャフトがやや長くカムシャフトも異なる為、ベースは同じでも異なる仕様のエンジンとも言える（ヘッド/シリンダー/ピストン等は同じ）。また駆動系統もエンジンの仕様変更により多少の差異があり、ベルト長やWRの重さ、ケース内組込みの2次ギア（減速比/ギアの向き）が異なる。シグナスに比べ、低速・発進を重視した駆動の設定、2次ギアの比率となっており、差別化が図られている。
先代とはデザインも大きく異なり、縦目2灯のヘッドライト及び、戦闘機のアフターバーナーをイメージしたと言われる横2灯の丸型テールライト等が特徴。2010年より足回り（タイア・サス・ブレーキ等）をオンロードへと変更されたモタードモデルとしてBW'S X（YW125X） が発売される。その際、アナログメータより液晶のデジタルメータへと変更される。なお、2016年現在も台湾山葉機車工業のHPに記載がある。
北米向け仕様車両としてZuma125があり、現地の保安基準に適合させるためヘッドライトを横型2灯とし近代としては珍しいガラスレンズを採用する。なお、特徴的なヘッドライトに関しては台湾の縦目2灯は上がポジション下がヘッドライトなのに対し、北米仕様は片側がハイ片側がロービームとなり、2灯が同時点灯するモデルは存在しない。

### 日本仕様
2015年に横目2灯のモデルがフルモデルチェンジされ、台湾仕様は BW'S R として発表されており、日本でも2016年2月10日より YW125X ビーウィズ （通称・BW'S125）として正規輸入により発売された。
車体の構造は2015年モデルのシグナスX-SRをベースにしているが、ヘッドライトはそれまでのBW'Sシリーズで使用されていた円形ではなく左右が別構造になった一体型デザインの2灯式に変更され、ハンドル部もガードを装備して別体式ウインカーとなり、メーターも専用のものが装備されている。またリアも灯火類のデザインが変更されキャリアが標準で装備された。足回りもタイヤが専用パターンのものに換装されている。
なおエンジンはシグナスX-SRと同じ型式のものが搭載されている。
本モデルよりエンジン及びフレームが完全にシグナスと同じ物が使用される為、本来のBW’Sではなく2015年シグナスX-SRのバーハンドル仕様あるいは、シグナスの外装変更仕様と認定される向きもある。